# جمعه‌خان همدرد
جمعه‌خان همدرد (زادهٔ ۱۹۵۹ (۶۵–۶۶ سال)) سیاست‌مدار اهل افغانستان است.